# Нашъ Путь
«Нашъ Путь» — закарпатська москвофільська газета, друкований орган Рускої національно-автономної партії, яка виходила з 1934 по 5 листопада 1938 року. Загалом вийшло 355 номерів. 

## Історія
Газета «Нашъ Путь» була заснована у 1934 році Степаном Фенциком як друкований орган Рускої національно-автономної партії. Названо газету було так само як і друкований орган Російської фашистської партії «Нашъ Путь». Видавцем та відповідальним редактором газети став Василь Лабанич. Перший її номер був надрукований 16 червня 1935 року. 
Тематика статей, які були відверто антиукраїнські, обмежувалася проблемними питаннями регіонального життя, дискусією з опозиційними виданнями та агітацією молоді щодо залучення до боротьби за автономні права. Для членів Рускої національно-автономної партії передплата газети була обов'язкова.
31 жовтня 1938 року уряду Карпатської України спеціальним розпорядженням заборонив газету «Нашъ Путь», також були заборонені й инші москвофільські газети: «Русская Правда», «Русскій Вѣстник». Останній номер газети «Нашъ Путь» вийшов 5 листопада 1938 року.